# Fizică aplicată

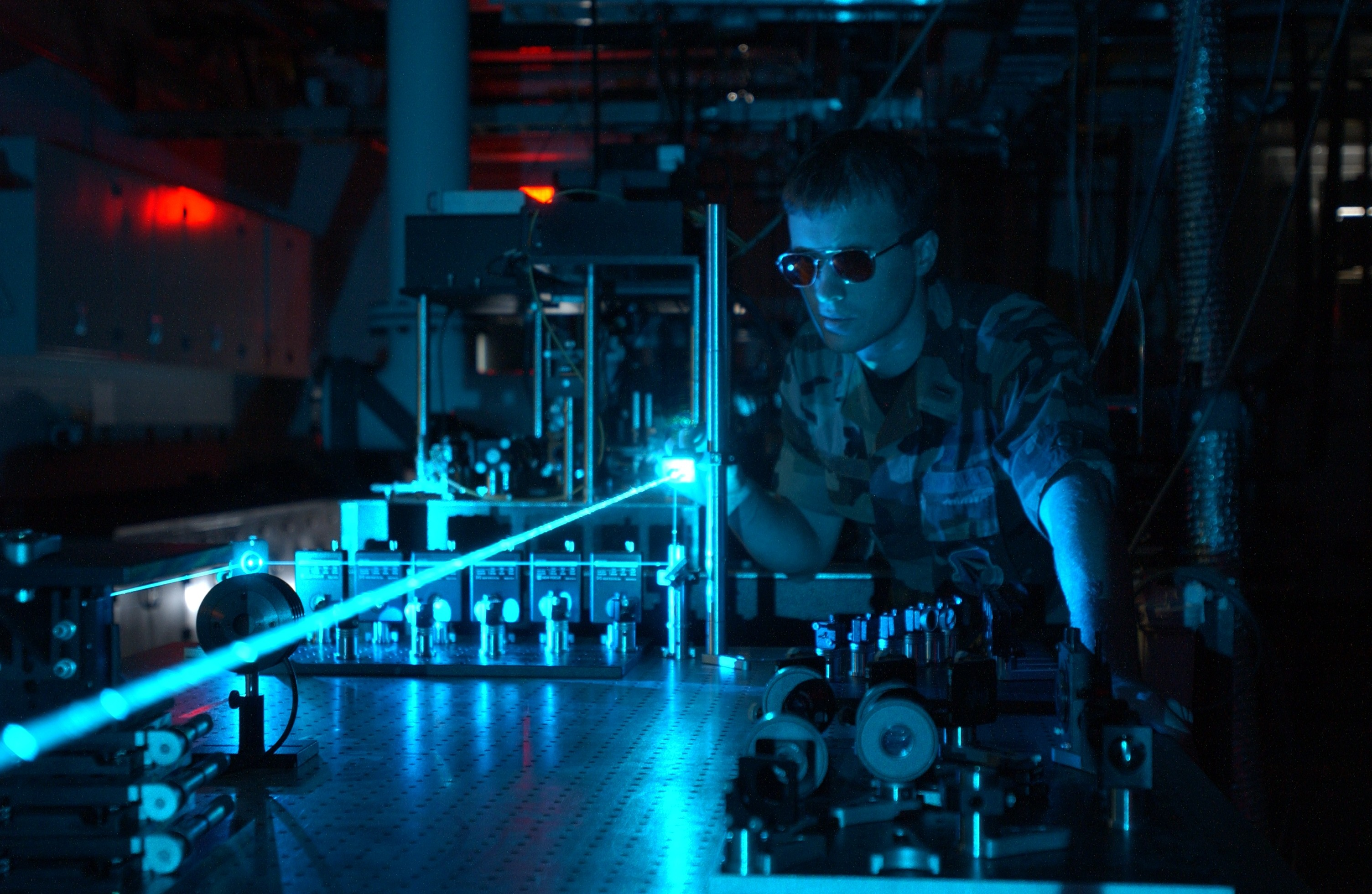
Experiment folosind un laser

O imagine prin rezonanță magnetică

Fizică aplicată este ramura fizicii care se ocupă cu aplicațiile tehnologice și practice ale acesteia. Este de obicei considerată ca fiind o punte de legătură între fizică și inginerie. 